# Perdón (canción)
Perdón es un famoso bolero compuesto por Pedro Flores, aunque en ciertos discos se le atribuye parcialmente a Daniel Santos. La canción ha sido interpretada por numerosos artistas, tales como Óscar Chávez, el Trío los Panchos (en su época con Enrique Cáceres), Vicente Fernández, Alejandro Fernández con el Trío Borinquen, el grupo de Ska-Fusión Panteón Rococó, Marco Antonio Muñiz y el mismo Daniel Santos con La Sonora Matancera.
Esta canción es especialmente apropiada para ser interpretada por dúos de cantantes. Entre las versiones más destacadas se encuentran la del dúo formado por el mexicano Pedro Vargas y el cubano Benny Moré, así como también la del boricua Daniel Santos acompañado por el cantante cubano Orlando Contreras.